# Kowadło (Wąwóz Ostryszni)

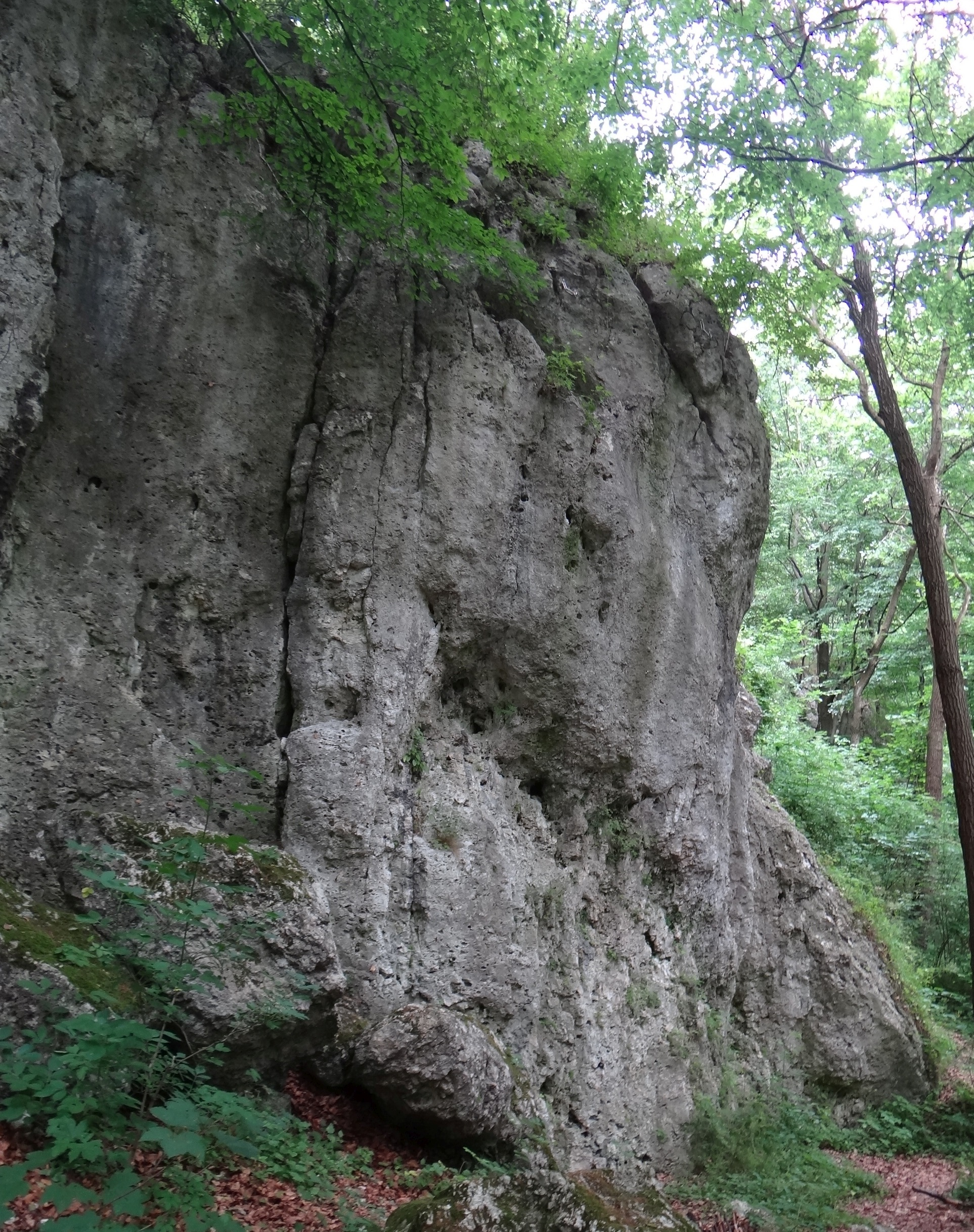

Kowadło – skała w Wąwozie Ostryszni na Wyżynie Olkuskiej będącej częścią Wyżyny Krakowsko-Częstochowskiej. Wąwozem obok skały prowadzi czarny szlak turystyczny z Imbramowic (parking w centrum wsi) do Glanowa. 
Kowadło znajduje się w środkowej części grupy skał, na zachód od Szkatułki. Jest to zbudowana z twardych wapieni skalistych skała o wysokości 12–14 m, ścianach połogich, pionowych lub przewieszonych z zacięciem, filarem i kominem. Uprawiana jest na niej wspinaczka skalna. Jest 20 dróg wspinaczkowych (w tym 2 projekty) o zróżnicowanym stopniu trudności od III do VI.4 w skali Kurtyki. Na większości dróg zamontowano stałe punkty asekuracyjne – ringi (r), stanowiska zjazdowe (st) lub dwa ringi zjazdowe (drz). Skała znajduje się w lesie, ściany wspinaczkowe o wystawie południowo-wschodniej i południowej.

## Drogi wspinaczkowe
1. Listy z rabarbaru V-, 12 m (st)
2. Konopielka VI, 12 m (3r+st)
3. Tuzinkowy kominek III, 12 m (drz)
4. Ślusaria VI.1+, 12 m (3r+drz)
5. Pęknięte kowadło IV+, 12 m (drz)
6. Fightłapa VI.1+, 12 m (3r+drz)
7. Poranny WF VI.1+, 13 m (4r+st)
8. Dziś sobota, jutro niedziela VI, 13 m (3r+st)
9. Projekt, 13 m (4r+st)
10. Melancholia tokarek; VI.2, 13 m (4r+st)
11. Projekt, 13 m (4r+st)
12. Torsje VI.4, 13 m (4r+st)
13. Kowboj VI.1, 13 m (4r+st)
14. Kombinacja VI+, 13 m (3r+drz)
15. Rodeo V-, 13 m (drz)
16. Agonia gamonia IV, 13 m (5r+st)
17. Bieg na dogodzenia III, 12 m (4r+st)
18. Jawnogrzesznica V-, 12 m (4r+st)
19. La filarynda IV, 12 m (4r+st)[3].